# Bridgeton (Carolina do Norte)
Bridgeton é uma cidade  localizada no estado norte-americano de Carolina do Norte, no Condado de Craven.

## Demografia
Segundo o censo norte-americano de 2000, a sua população era de 328 habitantes. 
Em 2006, foi estimada uma população de 316, um decréscimo de 12 (-3.7%).

## Geografia
De acordo com o United States Census Bureau tem uma área de 
0,9 km², dos quais 0,9 km² cobertos por terra e 0,0 km² cobertos por água.

## Localidades na vizinhança
O diagrama seguinte representa as localidades num raio de 8 km ao redor de Bridgeton. 